# Flieger-Zieldivision
Die Flieger-Zieldivision war ein Verband der Luftwaffe der deutschen Wehrmacht im Zweiten Weltkrieg. Als Fliegerzieldivision mit den unterstellten Fliegerzielgeschwadern, diente es der Schießausbildung der Flakartilleristen, indem sie die Zieldarstellung in der Luft übernahmen.

## Geschichte
Die eigentliche Flieger-Zieldivision wurde im September 1943 in Wenigenlupnitz durch eine Zusammenfassung der mit der Flak-Ausbildung, speziell der Ausbildung zur Zieldarstellung, befassten Luftdienst(LD)-Verbände aufgestellt. Die Bezeichnung war anfangs Fliegerschuldivision und die Unterstellung erfolgte direkt unter den Oberbefehlshaber der Luftwaffe.
Im Juni 1944 wurden die drei Geschwader mit insgesamt 11 Gruppen auf 4 Gruppen reduziert. Diese vier Gruppen wurden dann direkt der Flieger-Zieldivision unterstellt. Die Unterstellung der Flieger-Zieldivision erfolgte unter die Luftflotte 10.
Am 12. Dezember 1944 wurde die Fliegerzielgruppe II aufgelöst. Am 13. Februar 1945 folgte die Auflösung der Fliegerzielgruppe III und Fliegerzielgruppe IV. Im April 1945 wurde dann die letzte Fliegerzielgruppe aufgelöst.
Von September 1943 bis August 1944 war der Oberst Oskar Dinort Kommandeur der Division.

## Gliederung
Mit der Aufstellung
- Fliegerzielgeschwader 1 (Strausberg)
- Fliegerzielgeschwader 2 (Charleville)
- Fliegerzielgeschwader 3 (Schongau)

Juni 1944
- Fliegerzielgruppe I (aus der I./Fliegerzielgeschwader 1 gebildet) (Dievenow)
- Fliegerzielgruppe II (aus der II./Fliegerzielgeschwader 1 gebildet) (Kiel)
- Fliegerzielgruppe III (aus der I./Fliegerzielgeschwader 2 gebildet) (Köln)
- Fliegerzielgruppe IV (aus der III./Fliegerzielgeschwader 3 gebildet) (Bad Vöslau)

## Bekannte Divisionsangehörige (Auswahl)
- Oberst Hermann Josef von dem Bongart: Geschwaderkommodore des Fliegerzielgeschwaders 2